# Kazys Petkevičius
Kazys Petkevičius, né le 1er janvier 1926, à Steigviliai, dans la République socialiste soviétique de Lituanie, mort le 14 octobre 2008, à Kaunas, en Lituanie, est un joueur et entraîneur soviétique de basket-ball. 

## Palmarès
- Finaliste des Jeux olympiques 1952
- Finaliste des Jeux olympiques 1956
- Champion d'Europe 1947
- Champion d'Europe 1953
- 3e du championnat d'Europe 1955